# روبرت كوب (لاعب كرة قدم)
روبرت كوب (بالإنجليزية: Bob Cope)‏ هو لاعب كرة قدم ولاعب كرة سلة أمريكي، ولد في 3 سبتمبر 1911 في كلومبينا في الولايات المتحدة، وتوفي في 16 يونيو 1995 في ماناهاوكين في الولايات المتحدة.

## روابط خارجية
- روبرت كوب على موقع سبورتس رفرنس (الإنجليزية)